# Distretto di Selwyn
Il distretto di Selwyn è un'autorità territoriale della Nuova Zelanda che si trova entro i confini della regione di Canterbury, nell'Isola del Sud. La sede del Consiglio distrettuale si trova nella città di Leeston.

## Storia
I primi abitanti della regione furono i Maori. I primi colonizzatori europei, prevalentemente britannici, giunsero nella seconda metà del XIX secolo; essi cominciarono quasi subito a disboscare l'area per dedicare i terreni al pascolo e all'agricoltura.
Il nome del Distretto deriva da quello del fiume che lo percorre in tutta la sua lunghezza, che a sua volta deriva dal vescovo Selwyn, uno dei primi esploratori di questa parte dell'Isola del Sud.

## Geografia fisica
Il Distretto si trova sulla parte orientale dell'isola, e si può dividere in due parti ben distinte: la parte pianeggiante, dove vive la maggior parte della popolazione, e la parte montuosa. La parte pianeggiante si estende nella metà orientale del Distretto, verso l'Oceano Pacifico; la parte montuosa invece si trova nella parte occidentale, e culmina col crinale delle Alpi meridionali, che fanno da confine col Distretto di Westland.
Nella parte meridionale il territorio è dominato dalla presenza del lago Ellesmere e da zone paludose.

## Popolazione
Il Distretto è tipicamente rurale, con metà dei 30.000 abitanti che vivono nei vari centri abitati e l'altra metà che vivono nelle zone agricole. Quasi tutta la popolazione, ben il 95%, risiede nella zona pianeggiante. La città più popolosa è Lincoln, con circa 2.700 abitanti, mentre gli altri centri (Leeston, il capoluogo, Darfield e Rolleston) non raggiungono i 2.000.
Ultimamente però si sta notando un grande sviluppo demografico, soprattutto per quanto riguarda Lincoln e Rolleston, dovuto probabilmente al fatto che questi due centri sono molto vicini alla città di Christchurch: la gente vi si trasferisce per evitare la vita frenetica di una grande città, ma senza allontanarsi troppo da una grande città. Alcune proiezioni affermano che Rolleston avrà 14.000 abitanti nel 2015.

## Economia
L'economia del Distretto si basa principalmente sull'agricoltura, soprattutto sull'allevamento e sulla produzione e lavorazione di carne, latte e lana. L'industria è poco rappresentata nell'economia distrettuale, eccettuato un notevole caso: quello della città di Lincoln, ove ha sede un'università e ove si possono trovare molte organizzazioni incentrate sulla ricerca scientifica.